# La Isla, Tenosique
La Isla är en ort i Mexiko.   Den ligger i kommunen Tenosique och delstaten Tabasco, i den sydöstra delen av landet, 800 km öster om huvudstaden Mexico City. La Isla ligger 21 meter över havet och antalet invånare är 556.
Terrängen runt La Isla är platt åt nordost, men åt sydväst är den kuperad. Runt La Isla är det ganska glesbefolkat, med 26 invånare per kvadratkilometer. Närmaste större samhälle är Tenosique de Pino Suárez, 6,6 km öster om La Isla. Omgivningarna runt La Isla är en mosaik av jordbruksmark och naturlig växtlighet.